# زياد مهدي
زياد مهدي موسيقار وعازف عود تونسي متخصص في المالوف التونسي. شارك في العديد من التظاهرات الثقافية في تونس وخارجها، إلتحق بجمعية مألوف تونس في مدينة باريس للعمل على التعريف بالمالوف التونسي والمغاربي.

## مسيرته
بدأ زياد مهدي دراسته الموسيقية وهو في سن الرابع عشر من عمره، حيث كان منذ البداية كثير الولع بالموسيقى التونسية وآلة العود التونسي ذو الأربعة أوتار والتي درسها على يد الأساتذة فتحي بن صالح، كمال الغربي، وخالد بسة. كما شارك في ورشات عديدة مع عازفين أتراك أمثال محمد بتماز ويردال تكجان. تحصل على ديبلوم الموسيقى التونسية من المعهد الرشيدي سنة 2009، وانتقل إلى العاصمة الفرنسية باريس حيث التحق بجمعية مالوف تونس كمنشد وعازف على العود التونسي، شارك في العديد من الحفلات والعروض الموسيقية مع هذه الجمعية في معهد العالم العربي بباريس وشارك في ورشات موسيقية مع الفنان التونسي زياد غرسة.
في أيام 4 و 5 و 6 تشرين الأول /أكتوبر 2018 شارك زياد في حفل افتتاح ملتقى العود الدولي الأول الذي أقيم في تونس ضمن فعاليات أيام قرطاج الموسيقية.